# تپه کلاته
تپه کلاته مربوط به عصر مس تا سده‌های اولیه دوران‌های تاریخی پس از اسلام است و در شهرستان دره‌شهر، بخش مرکزی، ۱/۶ کیلومتری شمال دهستان ارمو واقع شده و این اثر در تاریخ ۲۶ دی ۱۳۸۶ با شمارهٔ ثبت ۲۰۶۵۷ به‌عنوان یکی از آثار ملی ایران به ثبت رسیده است.